# Magic (canção de Kylie Minogue)
"Magic" é uma canção da cantora australiana Kylie Minogue, lançada em 24 de setembro de 2020 pela Darenote e BMG como o segundo single de seu décimo quinto álbum de estúdio, Disco (2020). Minogue co-escreveu a canção com Michelle Buzz e Teemu Brunila, ao lado de seus produtores Daniel Davidsen e Peter Wallevik, conhecidos coletivamente como Ph. D. "Magic" é uma música disco-pop que apresenta uma instrumentação que consiste em trompas, cordas, palmas e teclas em staccato. Liricamente, ela transmite uma mensagem de esperança de um futuro melhor.
Os críticos musicais deram à música críticas positivas e alguns rotularam-na como o retorno de Minogue à música club. Após seu lançamento, "Magic" alcançou o top dez nas paradas de singles na Hungria e na Escócia, e se tornou seu 57º hit no top 75 na UK Singles Chart. Ela também alcançou a posição 32 na parada Hot Dance/Electronic Songs dos EUA. A diretora inglesa Sophie Muller filmou o videoclipe da música; foi filmado no clube Fabric em Londres e apresenta Minogue dançando acompanhada por vários dançarinos. Minogue cantou a música no The Graham Norton Show no Reino Unido e no The Late Show with Stephen Colbert nos EUA.

## Lançamento
Em 21 de julho de 2020, a mídia relatou que Kylie Minogue estava se preparando para lançar seu décimo quinto álbum, Disco, na segunda metade de 2020. Após o lançamento de "Say Something", o primeiro single do álbum, em 21 de setembro, Minogue anunciou o single em suas plataformas de mídia social, revelando o nome e a arte, com lançamento previsto para a próxima semana. A capa apresenta Minogue em um close retro e tecnicolor.
A canção estreou no The Zoe Ball Breakfast Show em 24 de setembro e foi lançada nos serviços musicais às 8h durante o Horário de verão britânico (BST). A canção foi lançada como uma única edição, com duração de três minutos e trinta e quatro segundos; um álbum single cortado, com duração de quatro minutos e dez segundos, junto com o single principal do Disco, "Say Something", apareceu com a faixa nos servidores de streaming. A cantora divulgou o single dando uma entrevista para o programa Smallzy's Surgery, da rádio australiana Nova 96.9. O remix de Purple Disco Machine de "Magic" junto com sua versão estendida foi lançado em 9 de outubro. Um vinil de 7 polegadas da música, junto com "Till You Love Somebody", uma faixa incluída na edição deluxe de Disco, também será lançado no dia 6 de novembro, em todo o mundo.

## Composição
"Magic" é uma música disco-pop; a versão do álbum tem duração de quatro minutos e dez segundos, enquanto a versão single dura três minutos e trinta e quatro segundos. "Magic" foi escrita por Minogue ao lado de Teemu Brunila, Michelle Buzz, Daniel Davidsen e Peter Wallevik, conhecido coletivamente como Ph. D.: os dois últimos já co-escreveram as faixas “Get Outta My Way” e “Sexy Love”. Davidsen e Wallevik também forneceram a programação da bateria e atuaram como engenheiros da música; o primeiro também tocava violão, enquanto o segundo era responsável pelos teclados. A canção apresenta uma instrumentação que consiste em trompas, cordas, palmas e teclas em staccato. A cantora afirmou que a letra da música conta a história de alguém que se apaixonou na balada, vive uma noite perfeita e quer, como mágica, que essa noite não acabe nunca mais. Joey Nolfi, da Entertainment Weekly, descreveu os vocais de Minogue como "leves como uma pena" e observou que a música é uma "homenagem vintage ao brilho da moda e ao glamour dos sonhos das pistas de dança dos anos 1970".
"Magic" é uma canção "alegre"; liricamente, fornece uma mensagem de esperança de um futuro mais brilhante. De acordo com Jackson Langford da MTV Austrália, na música, Minogue faz o ouvinte acreditar que em toda tragédia, há um consolo: "Ela agarra você pela mão, quer você queira ou não, e o força a respirar, tomar um olhe para as estrelas e dance." Começa com Minogue cantando as falas, "Eu sinto que tudo poderia acontecer, as estrelas parecem diferentes esta noite" antes de fazer a transição para o refrão, "Dançando juntos, amanhã não importa, faremos a noite durar para sempre - então, você acredita em magia?" Mike Wass do Idolator, chamou a música de "três minutos e meio de pura felicidade".

## Recepção

### Crítica
Robin Murray da publicação musical Clash chamou o single de "um retorno alegre e inspirado, uma ode aos poderes transformadores da cultura club." Quentin Harrison do Albumism, descreveu o single como uma homenagem à canção de 1975 "Fly, Robin, Fly" do grupo alemão de disco music Silver Convention, escrevendo: "a composição para 'Magic' ostenta um casamento sublime entre melodia e groove". Harrison também elogiou os vocais de Minogue, em particular a "sensualidade de sua performance".
A revista Attitude descreveu a faixa como "uma fatia da magia pop", notando que "se inclina mais fortemente para o estilo funky do gênero homônimo do álbum" do que seu single anterior, "Say Something". Também comparando "Magic" ao single anterior de Minogue, Justin Curto da Vulture, sentiu que a faixa era "mais leve do que o single principal 'Say Something', mas com um refrão e uma seção de sopros que ainda dão conta do recado."

### Listas de fim de ano
| Crítica/Publicação | Lista                                   | Rank | Ref.   |
| ------------------ | --------------------------------------- | ---- | ------ |
| Billboard          | As 25 Melhores Canções de Dança de 2020 | 18   | [ 22 ] |
| CBC Music          | Melhores Músicas Disco de 2020          | N/A  | [ 23 ] |

### Comercial
"Magic" estreou no número 75 na UK Singles Chart, se tornando o 57º hit de Minogue no top 75 da parada. Ela também alcançou a posição número cinco no Top 100 da Tabela Oficial de Vendas de Singles do Reino Unido e número 11 na Tabela Oficial Independente de Singles do Reino Unido. A canção foi mais bem-sucedida no Scottish Singles Chart da Escócia, onde alcançou o número nove. "Magic" estreou em décimo lugar na parada Single Top 40 da Hungria. Ela também alcançou a 32ª posição na parada Hot Dance/Electronic Songs dos EUA.
Na Valônia, depois de passar cinco semanas no gráfico Ultratip Bubbling Under, "Magic" fez o seu caminho para o gráfico Ultratop no número 37 na edição de 11 de novembro de 2020. Isso marcou sua primeira entrada oficial no gráfico em oito anos desde "Timebomb".

## Vídeo de música
Minogue revelou em uma entrevista ao SiriusXM que o videoclipe da faixa foi dirigido pela diretora inglesa Sophie Muller, que já havia filmado o videoclipe para "Say Something". O vídeo foi filmado na Fabric, uma boate em Farringdon, Londres. Foi produzido por Chris Murdoch e Juliette Larthe. Em 23 de setembro, Minogue anunciou que iria estrear o videoclipe da faixa em seu canal do YouTube no dia seguinte. Em 24 de setembro, o mesmo estreou em seu canal oficial. De acordo com ela, embora a Fabric tenha sido fechada como resultado da pandemia de COVID-19, ela queria "dar aos fãs um momento de escapismo para comemorar em uma pista de dança de fantasia." Josh Martin da NME classificou o vídeo como "vibrante".
No clipe, Kylie é a própria dona e proprietária da balada e dança como se não houvesse amanhã, onde comanda de forma quase magnética um grupo de dançarinos — trazendo o glamour da década de 1970 para a composição visual, fazendo com que a gente consiga captar toda a vibe das cantoras gloriosas da música disco. Cheio de autorreferência, principalmente em se tratando do figurino, o registro audiovisual da faixa acena para momentos emblemáticos da carreira de Kylie, como a era Fever e o clipe de “Can’t Get You Out of My Head”.

## As performances ao vivo
Minogue apresentou a música no The Zoe Ball Breakfast Show e The Graham Norton Show em 6 de novembro de 2020. No dia seguinte, ela se apresentou em seu show no formato live streaming, Infinite Disco. Em 11 de novembro, ela se apresentou novamente no The Late Show with Stephen Colbert. Em 31 de dezembro, Minogue se apresentou na véspera de ano novo da NBC e na véspera de ano novo ao vivo.

## Lista de faixas
Download digital
1. "Magic" – 4:10

Download digital - versão do single
1. "Magic" (single version) – 3:34

Pacote de streaming
1. "Magic" (single version) – 3:34
2. "Magic" – 4:11
3. "Say Something" – 3:32

Outros Remixes Oficiais
1. "Magic" (Nick Reach Up Remix) – 3:10[43]
2. "Magic" (Nick Reach Up Extended Mix) – 5:36[44]

Vinil de 7 polegadas
1. "Magic"
2. "Till You Love Somebody"

Purple Disco Machine Remix
1. "Magic" (Purple Disco Machine Remix) – 3:35
2. "Magic" (Purple Disco Machine Extended Mix) – 5:06

## Créditos
Créditos adaptados do TIDAL.
- Kylie Minogue – compositora, vocal principal, vocal de fundo
- Daniel Davidsen – compositor, produtor, programador de bateria, engenheiro, violão
- Peter Wallevik – compositor, produtor, programador de bateria, engenheiro, teclados
- Michelle Buzz – compositora, vocais de fundo
- Teemu Brunila – compositor
- Johny Saarde – programador de bateria
- Alex Robinson – engenheiro
- Dick Beetham – engenheiro

## Desempenho nas tabelas musicais
| País — Tabela musical (2020)                            | Melhor posição |
| ------------------------------------------------------- | -------------- |
| Austrália (Radiomonitor Airplay)                        | 58             |
| Austrália (Artist Singles – ARIA)                       | 20             |
| Austrália (Digital Song Sales – Billboard)              | 5              |
| Bélgica (Ultratop 40 de Flandres)                       | 17             |
| Bélgica (Ultratip da Valônia)                           | 20             |
| Croácia (HRT)                                           | 53             |
| Escócia (Official Charts Company)                       | 2              |
| Eslovênia (Rádio Top 100)                               | 99             |
| Estados Unidos (Hot Dance/Electronic Songs – Billboard) | 17             |
| Euro Digital Song Sales (Billboard)                     | 10             |
| Hungria (Rádiós Top 40)                                 | 10             |
| México (Ingles Airplay – Billboard)                     | 8              |
| Nova Zelândia (Hot Singles – RMNZ)                      | 28             |
| Reino Unido (UK Singles Chart)                          | 53             |
| Reino Unido (UK Indie Chart)                            | 7              |

## Histórico de lançamento
| Região      | Data                   | Formato                    | Versão                     | Gravadora    | Ref.         |
| ----------- | ---------------------- | -------------------------- | -------------------------- | ------------ | ------------ |
| Várias      | 24 de setembro de 2020 | Download digital streaming | Original                   | Darenote BMG | [ 4 ] [ 14 ] |
| Austrália   | 24 de setembro de 2020 | Rádios mainstream          | TBA                        | Mushroom     | [ 56 ]       |
| Várias      | 9 de outubro de 2020   | Download digital streaming | Purple Disco Machine Remix | Darenote BMG | [ 9 ] [ 45 ] |
| Reino Unido | 10 de outubro de 2020  | Rádios hot AC              | TBA                        | BMG          | [ 57 ]       |
| Várias      | 23 de outubro de 2020  | Download digital streaming | Nick Reach Up Remix        | Darenote BMG | [ 58 ]       |
| Várias      | 6 de novembro de 2020  | Vinil de 7 polegadas       | TBA                        | Darenote BMG | [ 13 ]       |